# Collegio elettorale di Torino 3 (Senato della Repubblica)
Il collegio Torino 3 fu un collegio elettorale uninominale della Repubblica Italiana appartenente alla Circoscrizione Piemonte; fu utilizzato per eleggere un senatore della Repubblica nella XII, XIII e XIV legislatura.
Venne istituito nel 1993 con la cosiddetta Legge Mattarella (Legge n. 276, Norme per l'elezione del Senato della Repubblica), attuata in seguito al referendum abrogativo del 1993. La legge istituì per la Camera dei deputati e per il Senato della Repubblica un sistema di elezione misto, in parte maggioritario e in parte proporzionale. Il 75% dei parlamentari dell'assemblea veniva eletto in collegi uninominali tramite sistema maggioritario a turno unico; il restante 25% al Senato veniva eletto tramite recupero proporzionale dei più votati non eletti attraverso un meccanismo di calcolo denominato "scorporo", cioè sottraendo dal conteggio dei voti totali di una lista nella parte proporzionale i voti ottenuti dai candidati collegati alla medesima lista che erano eletti nei collegi uninominali con il sistema maggioritario.
Il collegio venne abolito insieme a tutti gli altri che costituivano il Senato con la promulgazione della legge elettorale successiva, la cosiddetta Legge Calderoli. Questa prevedeva un sistema proporzionale con premio di maggioranza, che al Senato veniva attribuito a livello regionale.

## Territorio
Il collegio Torino 2 era uno dei 17 collegi uninominali in cui era suddiviso il Piemonte e, come previsto dal D.Lgs. del 20 dicembre 1993 n. 535, comprendeva parte del comune di Torino, in particolare i quartierei delle Vallette e di Crocetta. Il capoluogo piemontese complessivamente contava quattro collegi uninominali al Senato.

## Eletti
| Elezione | Elezione | Senatore         | Partito            |
| -------- | -------- | ---------------- | ------------------ |
|          | 1994     | Edoardo Ronchi   | Progressisti (FdV) |
|          | 1996     | Edoardo Ronchi   | L'Ulivo (FdV)      |
|          | 2001     | Giampaolo Zancan | L'Ulivo (FdV)      |

## Dati elettorali

### XII legislatura
|                               | Edoardo Ronchi ✔️ Eletto                 | Progressisti               | 52 671  | 32,70 |  |  |  |  |  |
|                               | Maria Grazia Siliquini ✔️ Eletta         | Polo delle Libertà         | 49 697  | 30,85 |  |  |  |  |  |
|                               | Giuseppe Lodi                            | Patto per l'Italia         | 20 827  | 12,93 |  |  |  |  |  |
|                               | Ludovico Carlo Boetti Villanis Audifredi | Alleanza Nazionale         | 18 419  | 11,43 |  |  |  |  |  |
|                               | Felicita Torrielli                       | Lista Pannella-Riformatori | 8 071   | 5,01  |  |  |  |  |  |
|                               | Tommaso Scardicchio                      | Partito Pensionati         | 4 826   | 3,00  |  |  |  |  |  |
|                               | Ettore Della Savina                      | Verdi Verdi                | 4 240   | 2,63  |  |  |  |  |  |
|                               | Elio Capone                              | Lega per il Piemonte       | 1 928   | 1,20  |  |  |  |  |  |
|                               | Pietro Calò                              | Rinnovamento               | 419     | 0,26  |  |  |  |  |  |
| Totale                        | Totale                                   | Totale                     | 161 098 | 100   |  |  |  |  |  |
|                               |                                          |                            |         |       |  |  |  |  |  |
| Voti non validi               | Voti non validi                          | Voti non validi            | 7 839   | 4,64  |  |  |  |  |  |
| Votanti                       | Votanti                                  | Votanti                    | 168 937 | 87,94 |  |  |  |  |  |
| Elettori                      | Elettori                                 | Elettori                   | 192 094 |       |  |  |  |  |  |
|                               |                                          |                            |         |       |  |  |  |  |  |
| Data: 27-28 marzo 1994        |                                          |                            |         |       |  |  |  |  |  |
| Fonte: Ministero dell'interno |                                          |                            |         |       |  |  |  |  |  |

### XIII legislatura
|                               | Edoardo Ronchi ✔️ Eletto         | L'Ulivo                     | 69 874  | 45,40 |  |  |  |  |  |
|                               | Maria Grazia Siliquini ✔️ Eletta | Polo per le Libertà         | 57 225  | 37,19 |  |  |  |  |  |
|                               | Ernesto Graglia                  | Lega Nord                   | 16 247  | 10,56 |  |  |  |  |  |
|                               | Gian Luigi Marianini             | Verdi Verdi                 | 4 032   | 2,62  |  |  |  |  |  |
|                               | Ugo Valgiusti                    | Alleanza Pensionati Europei | 3 297   | 2,14  |  |  |  |  |  |
|                               | Michele Gariglio                 | Mani Pulite                 | 1 380   | 0,90  |  |  |  |  |  |
|                               | Michele Orlandella               | Socialista                  | 938     | 0,61  |  |  |  |  |  |
|                               | Pierino Bertone                  | Piemonte Nazione d'Europa   | 898     | 0,58  |  |  |  |  |  |
| Totale                        | Totale                           | Totale                      | 153 891 | 100   |  |  |  |  |  |
|                               |                                  |                             |         |       |  |  |  |  |  |
| Voti non validi               | Voti non validi                  | Voti non validi             | 7 651   | 4,74  |  |  |  |  |  |
| Votanti                       | Votanti                          | Votanti                     | 161 542 | 84,39 |  |  |  |  |  |
| Elettori                      | Elettori                         | Elettori                    | 191 426 |       |  |  |  |  |  |
|                               |                                  |                             |         |       |  |  |  |  |  |
| Data: 21 aprile 1996          |                                  |                             |         |       |  |  |  |  |  |
| Fonte: Ministero dell'interno |                                  |                             |         |       |  |  |  |  |  |

### XIV legislatura
|                               | Giampaolo Zancan ✔️ Eletto       | L'Ulivo                              | 63 965  | 42,76 |  |  |  |  |  |
|                               | Maria Grazia Siliquini ✔️ Eletta | Casa delle Libertà                   | 60 597  | 40,51 |  |  |  |  |  |
|                               | Domenico Porcaro                 | Partito della Rifondazione Comunista | 8 941   | 5,98  |  |  |  |  |  |
|                               | Franco Cirelli                   | Lista Di Pietro                      | 5 795   | 3,87  |  |  |  |  |  |
|                               | Guido Ferretti                   | Lista Pannella-Bonino                | 4 344   | 2,90  |  |  |  |  |  |
|                               | Anna Maria Baldassar Ferrero     | Verdi Verdi                          | 2 356   | 1,57  |  |  |  |  |  |
|                               | Pietro Marucci                   | Fiamma Tricolore                     | 2 209   | 1,48  |  |  |  |  |  |
|                               | Francesco Pologruto              | Democrazia Europea                   | 1 396   | 0,93  |  |  |  |  |  |
| Totale                        | Totale                           | Totale                               | 149 603 | 100   |  |  |  |  |  |
|                               |                                  |                                      |         |       |  |  |  |  |  |
| Voti non validi               | Voti non validi                  | Voti non validi                      | 7 103   | 4,53  |  |  |  |  |  |
| Votanti                       | Votanti                          | Votanti                              | 156 706 | 82,71 |  |  |  |  |  |
| Elettori                      | Elettori                         | Elettori                             | 189 465 |       |  |  |  |  |  |
|                               |                                  |                                      |         |       |  |  |  |  |  |
| Data: 13 maggio 2001          |                                  |                                      |         |       |  |  |  |  |  |
| Fonte: Ministero dell'interno |                                  |                                      |         |       |  |  |  |  |  |